# Stefano Oldani
Stefano Oldani (ur. 10 stycznia 1998 w Mediolanie) – włoski kolarz szosowy.

## Osiągnięcia
Opracowano na podstawie:

2015
- 3. miejsce w Gran Premio dell'Arno
- 2. miejsce w Memorial Pietro Merelli

2016
- 1. miejsce w mistrzostwach Włoch juniorów (jazda indywidualna na czas)
- 1. miejsce w klasyfikacji punktowej Grand Prix Rüebliland
  - 1. miejsce na 4. etapie

2021
- 2. miejsce w Vuelta a Castilla y León

2022
- 2. miejsce w Volta Limburg Classic
- 1. miejsce na 12. etapie Giro d’Italia
- 3. miejsce w Coppa Bernocchi

## Rankingi
| Rok             | 2017  | 2018  | 2019 | 2020 | 2021 | 2022 | 2023 | 2024 |
| --------------- | ----- | ----- | ---- | ---- | ---- | ---- | ---- | ---- |
| World Ranking   | 2352. | 2053. | 858. | 637. | 371. | 110. | 267. | 272. |
| UCI Europe Tour | 1560. | 1363. | 622. | 518. | 308. | 93.  | -    | -    |
|                 |       |       |      |      |      |      |      |      |
| Źródło: UCI     |       |       |      |      |      |      |      |      |